# Nuo-Volksreligion

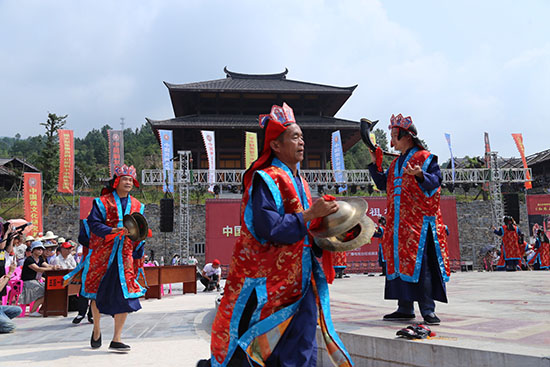
Nuo-Priester, die Rituale im Chiyou-Tempel in Xinhua, Loudi, Hunan ausüben

Die Nuo-Volksreligion, oder allgemeiner exorzistische chinesische Volksreligion, ist eine Variante der
Chinesischen Volksreligion mit ihrem eigenen System von Tempeln, Ritualen, Prieseterorden und Gottheiten; es handelt sich um eine interethnische Religionsform, die im ganzen Mittel- und Südchina ausgeübt wird, jedoch eng mit den Völker der Yi und der Tujia verbunden ist.
Einer der charakteristischen Züge der Nuo-Volksreligion ist ihr ikonographischer Stil, Darstellung der Götter als Holzmasken oder Köpfe. Dies hängt mit einer eigenen Mythologie zusammen, die den Ursprung der Nuo-Religion auf die ersten beiden Menschen zurückführt, die zu Unrecht enthauptet wurden und seitdem als göttliche Vorfahren verehrt werden.
Seit den 80er Jahren, hat die Nuo-Volksreligion ein Revival in China erfahren, welches von der Zentralregierung genehmigt wurde.

## Allgemeine Theorie

### Kosmologie
Die Nuo-Kosmologie gründet sich auf die Theorie des Yin und Yang, eine Welt, in der Potenzialität und Aktualität, Souveränität und Natur, eine komplementäre und dialektische Dualität bilden, die die Ordnung des Universums darstellt. Der Mensch ist ein aktiver Teilnehmer und interagiert auf schöpferische Weise mit der Welt der Gottheit. Die oberste Gottheit der Nuo-Mythologie Nuo ist Tianxian, der seit den Ursprüngen der Menschheit unmittelbar daran beteiligt ist, den Dialog zwischen Geist und Materie in Gang zu setzen. Die Hauptpraxis dieser Religion ist die Ahnenverehrung, die sich in der patriarchalischen Struktur der Tujia-Gesellschaft widerspiegelt.

### Gottheiten
Die höchsten Gottheiten des Nuo-Pantheon sind Nuogong  und Nuopo, die beiden Urahnen der Menschheit, aus deren Opfer die Nuo-Praktiken entstanden sind. Bei einer Nuo-Zeremonie wird das Ahnenpaar durch geschnitzte Holzstatuen repräsentiert, die vor dem Tempel aufgestellt werden, während alle Nebengottheiten hinter ihnen platziert sind. In einfacheren Ritualen werden sie als Inkarnationen aller anderen Götter betrachtet.
Neben dem Ahnenpaar stehen im Allgemeinen die Drei Reinen, die Haupttrinität der taoistischen Theologie, die von den Han-Chinesen bei den Tujia eingeführt wurde. Abgesehen von der Dreifaltigkeit und einigen ausgefeilten Ritualen hat die Nuo-Volksreligion nicht den philosophischen Inhalt des Taoismus angenommen, da der Zweck der Nuo-Praktiken hauptsächlich darin besteht, die Nuo-Götter zu „füttern“.Direkt unter den Drei Reinen befindet sich die ebenfalls aus der taoistischen Theologie stammende Jadegottheit, die von Nuo-Priestern durch Blasen in ein Ochsenhorn angerufen wird. Sie gilt als Oberhaupt aller Nebengötter, so dass man sie zuerst anrufen muss, um mit ihnen zu kommunizieren.
Unter der Jade-Gottheit stehen die Gottheiten der drei Welten und die Gottheiten der fünf Himmelsrichtungen, die in der vor-taoistischen chinesischen Religion üblich sind. Die Triade der Gottheiten der drei Welten besteht aus dem Patron des Himmels, dem Patron der Erde (chinesisch 地皇, Pinyin Dehuáng) und dem Schirmherr der Menschheit. Die Gottheiten der fünf Richtungen sind die Gelbe Gottheit des Zentrums des Kosmos, die grüne oder blaue Gottheit des Ostens, die rote Gottheit des Südens, die weiße Gottheit des Ostens und die schwarze Gottheit des Nordens. Wie in der chinesischen Religion haben sie eine kosmologische Bedeutung, die verschiedenen Aspekten der Natur entspricht, und es wird angenommen, dass sie sich in historischen Figuren verkörpert haben.
Darauf folgt die thronende, in der Gegenwart verkörperte Gottheit, die der wichtigsten lebenden Regierungsfigur in China entspricht. In Nuo-Schreinen befindet sich oft eine Tafel mit der Inschrift „Lang lebe der Gott auf dem Thron“. Das Pantheon schließt mit den Gründern der verschiedenen Priesterorden, die an geweihten Altären geehrt werden. Die drei ersten Nuo-Gründer, die fast allen Orden gemeinsam sind, sind Yan Sanlang, Liu Wulang und Huang Wanlang.
Es gibt auch eine Reihe von Gottheiten der Natur und der menschlichen Angelegenheiten, die jedoch im Pantheon der Nuo einen niedrigeren Rang einnehmen.

## Tempel und Zeremonien
Nuo-Aktivitäten finden in separaten Tempeln  und vor privaten Altären statt (chinesisch 傩坛, Pinyin nuótán). Die Hauptaufgabe der Nuo-Praktiken besteht darin, die Macht der Götter so weit wie möglich zu stärken, damit sie die bösen Wesen austreiben können.
Die Nuo-Zeremonie kann eine Tanzaufführung, Lieder, Opfer  und Nuo-Oper beinhalten.

## Japanische Shinto-Rituale mit Nuo-Ursprung

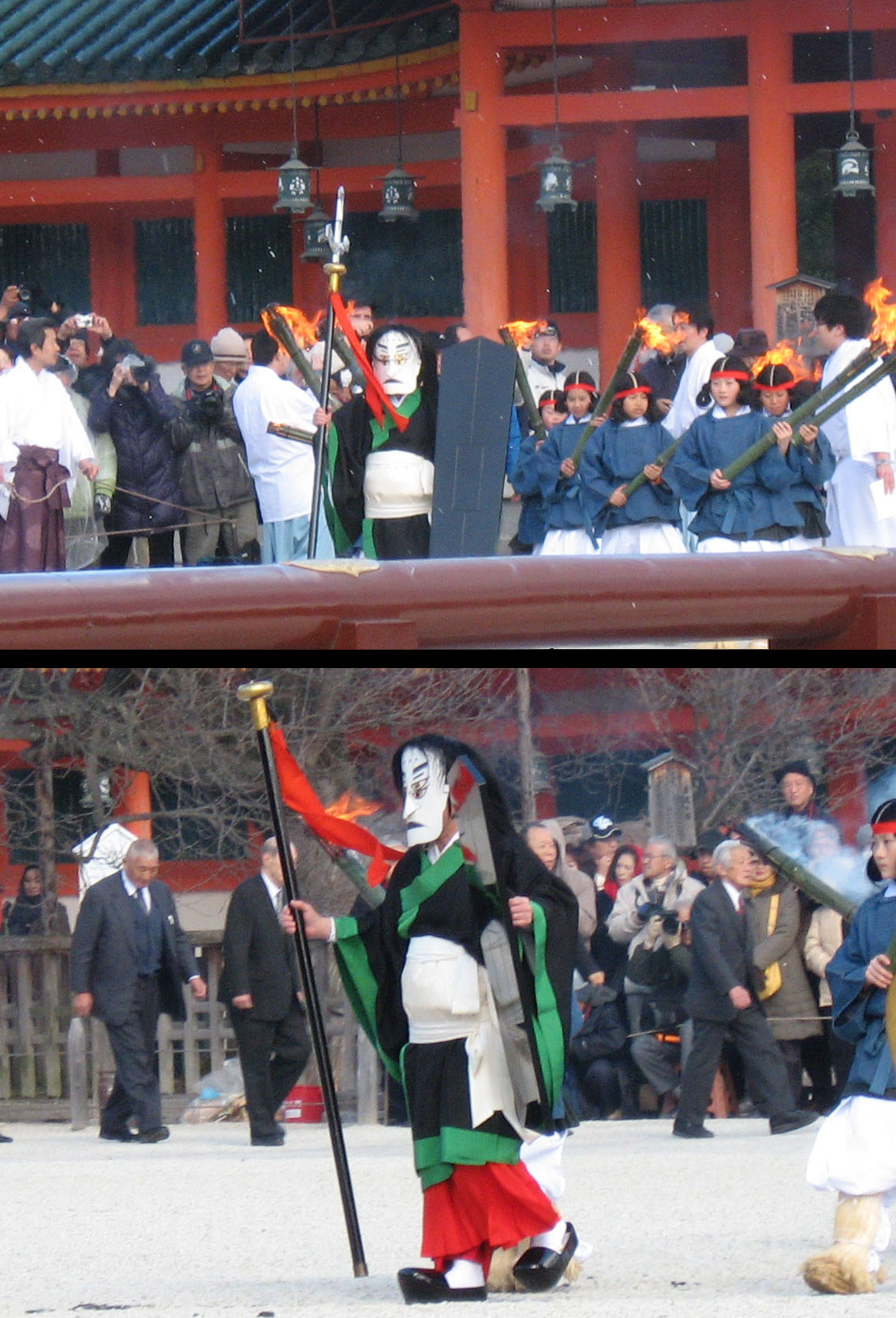
Japanisches Shinto-Zeremoniell bei Heian-Schrein (2010) in Anwesenheit eines Hōsōshi.

Während der Heian-Zeit (794–1185) übernahm Japan übernahmen in den Shintoismus viele chinesische Bräuche aus der Tang-Dynastie (618–907), darunter die fangxiangshi (der Vorläufer der Nuo-Priester), die auf Japanisch als japanisch hōsōshi 方相氏 werden, der einen Trauerzug anführt und Dämonen aus einem Grabhügel exorziert. Diese Praxis wurde mit traditionellen japanischen Exorzismus-Ritualen wie Ofuda verschmolzen.
Der erste Beleg für ein solches Ritual findet sich in der Shoku Nihongi, in dem ein Hōsōshi-Exorzist erwähnt wird, der bei den Begräbniszeremonien für den Kaiser Shōmu (756), den Kaiser Kōnin (781) und den Kaiser Kanmu (806) amtierte.
Der Kyōgen-Darsteller Nomura Mannojō stellte fest, dass die chinesischen Nuo-Praktiken die Quelle der tsuina- und setsubun-Rituale des achten Jahrhunderts waren, und schlug eine übernatürliche Verbindung zwischen dem Fangxiangshi und der Maskenfigur Chidō aus dem Gigaku vor.  In der japanischen Tradition und Kunst trägt der Hōsōshi eine vieräugige Maske anstelle des ursprünglichen vieräugigen Bärenfells.